# Моямоя
Моямоя (яп. もやもや病) — рідкісне хронічне судинне захворювання головного мозку невідомої етіології. Захворювання обумовлене прогресуючим стенозом, із переходом в оклюзію (тромбоз), дистальних відділів внутрішніх сонних, передніх, середніх та задніх мозкових артерій з утворенням патологічної судинної мережі в основі головного мозку. При ангіографії ця мережа нагадує дим сигарети, що висить у повітрі. Звідси й походить назва захворювання «моямоя», що з японської мови перекладається як «хмарка диму».
Вперше хворобу описали у 1957 році в Японії, де зафіксовано найбільше випадків захворювання моямоя. Також зрідка моямоя реєструється у США, Європі та Африці. Жінки хворіють частіше (3:2 у дорослих та 2,5:1 у дітей).

## Етіологія
Етіологія хвороби остаточно не встановлена. Серед можливих причин називаються генетична аномалія артерій (ангіома, аплазія) або аутоімунний запальний процес. На думку одних авторів, моямоя є спадковим захворюванням, на думку інших — пов'язана з бактеріальною інфекцією. Ряд авторів вважає, що ця хвороба пов'язана з хромосомними порушеннями (нейрофіброматоз, синдром Дауна), гемолітичною анемією, інфекційними захворюваннями (лептоспіроз, туберкульозний менінгіт), новоутвореннями (краніофарингіома, нефробластома), зловживанням лікарськими препаратами (фенобарбіталом).
Захворюванню часто передують синусит, тонзиліт, отит або інші запальні процеси в області голови та шиї, що є непрямою ознакою аутоімунного патогенезу захворювання. Іншим фактом на користь імунного характеру хвороби є опис випадків поєднання моямоя і неспецифічного виразкового коліту. У 8-9 % випадків захворювання розвивається після травми голови. Описані сімейні випадки хвороби у рідних сестер, матері та дитини, дядька і племінника.
Основним механізмом розвитку захворювання є стеноз і тромбоз артерій, що живлять головний мозок. У цих умовах церебральний кровотік продовжує здійснюватися через систему вертебробазилярних артерій, що проявляється створенням колатеральної мережі судин на основі мозку. Оклюзія артерій і їх основних гілок, використання резервних можливостей кровопостачання мозку за рахунок анастомозів і колатералей призводять до функціонування останніх із великим навантаженням. Це обумовлює функціональну перебудову цих артерій і створює умови для формування аневризм, які найчастіше локалізуються у вертебробазилярному басейні, що бере на себе основну функцію кровопостачання мозку. У цьому басейні артеріальний тиск часто підвищується, хоча системний артеріальний тиск не страждає. Розриви аневризм призводять до розвитку різних варіантів внутрішньочерепних крововиливів.

## Клінічні ознаки
У пацієнтів віком до 15 років на ранніх стадіях хвороба моямоя проявляється неспецифічними симптомами головного болю, несистемними запамороченнями, погіршенням пам'яті та уваги. По ходу прогресування стенозу розвивається транзиторна ішемічна атака, які проявляється сенсомоторними, зоровими, мовними порушеннями. Повторні ішемічні атаки часто призводять до інфарктів мозку, які частіше локалізовані у каротидному басейні. У клінічній картині можуть спостерігатися мимовільні рухи (хореоатетоїдні гіперкінези), а також парціальні і вторинно генералізовані епілептичні припадки. У дітей раннього віку спостерігається плач, кашель, рухові, сенсорні, візуальні порушення, порушення мови, судоми, хореї. Інтракраніальні гематоми у дітей зустрічаються рідко. У дорослих клінічна картина проявляється внутрішньомозковими і внутрішньошлуночковими крововиливами з розірваних аневризм. У 70 — 80 % дорослих пацієнтів захворювання супроводжується геморагічним інсультом. Інфаркт мозку зустрічається у 30 — 40 % дорослих.

## Діагностика
Діагностика ранніх стадій хвороби моямоя утруднена у зв'язку з відсутністю характерних для хвороби симптомів. Однак розвиток транзиторних ішемічних атак або інфарктів мозку у молодому віці дозволяє запідозрити дане захворювання. Загальноклінічні та біохімічні дослідження крові малоінформативні. У план обстеження цієї категорії хворих необхідно включати імуноферментні дослідження. Комп'ютерна томографія і магнітно-резонансна томографія з контрастною ангіографією візуалізують внутрішньочерепні зміни у пацієнтів. При КТ, МРТ головного мозку виявляються неспецифічні вогнища зниженої щільності, які локалізовані в обох каротидних басейнах, атрофічний процес, гідроцефалія або ознаки внутрішньочерепних крововиливів.
Діагноз БММ стає достовірним на основі характерної ангіографічної картини, що складається з двостороннього стенозу або оклюзії інтракраніального відділу внутрішньої сонної артерії і розвиненою колатеральною мережею на основі мозку, що нагадує дим сигарети.
Найчастіше у діагностиці моямоя віддається перевага МР-ангіографії, що є безпечним неінвазивним методом, результати якого можна порівняти з даними ангіографії. У ряді випадків виправдане проведення позитрон-емісійної томографії, яка дозволяє виявити зниження мозкової перфузії у лобовій і скроневих областях, зміни лобно-потиличного градієнта у потиличних частках. Характерна для хвороби моямоя ангіографічна картина може розвиватися також при бактеріальній емболії, туберкульозному менінгіті, пухлинах, нейрофіброматозі, хворобі Дауна.

## Лікування
Хірургічне втручання є найефективнішим способом лікування хвороби моямоя. Раніше застосовувались периваскулярна симпатектомія і передня шийна симпатична гангліоектомія, які в даний час не використовуються. Актуальним напрямом хірургічних методів лікування є методи реваскуляризації мозку. До них належать створення екстра-інтракраніальних мікроанастомозів між поверхневою скроневою і передньою або середньою мозковими артеріями, а також транспозиції великого сальника або м'язових клаптів (m. Gracillis). Хірургічні втручання у деяких хворих дають позитивний ефект. Хірургічна реваскуляризація мозку пропагується багатьма авторами. На їхню думку, після реваскуляризації головного мозку більшість пацієнтів перестають відчувати симптоми ішемії головного мозку.